# Basseterre Co-Cathedral of Immaculate Conception

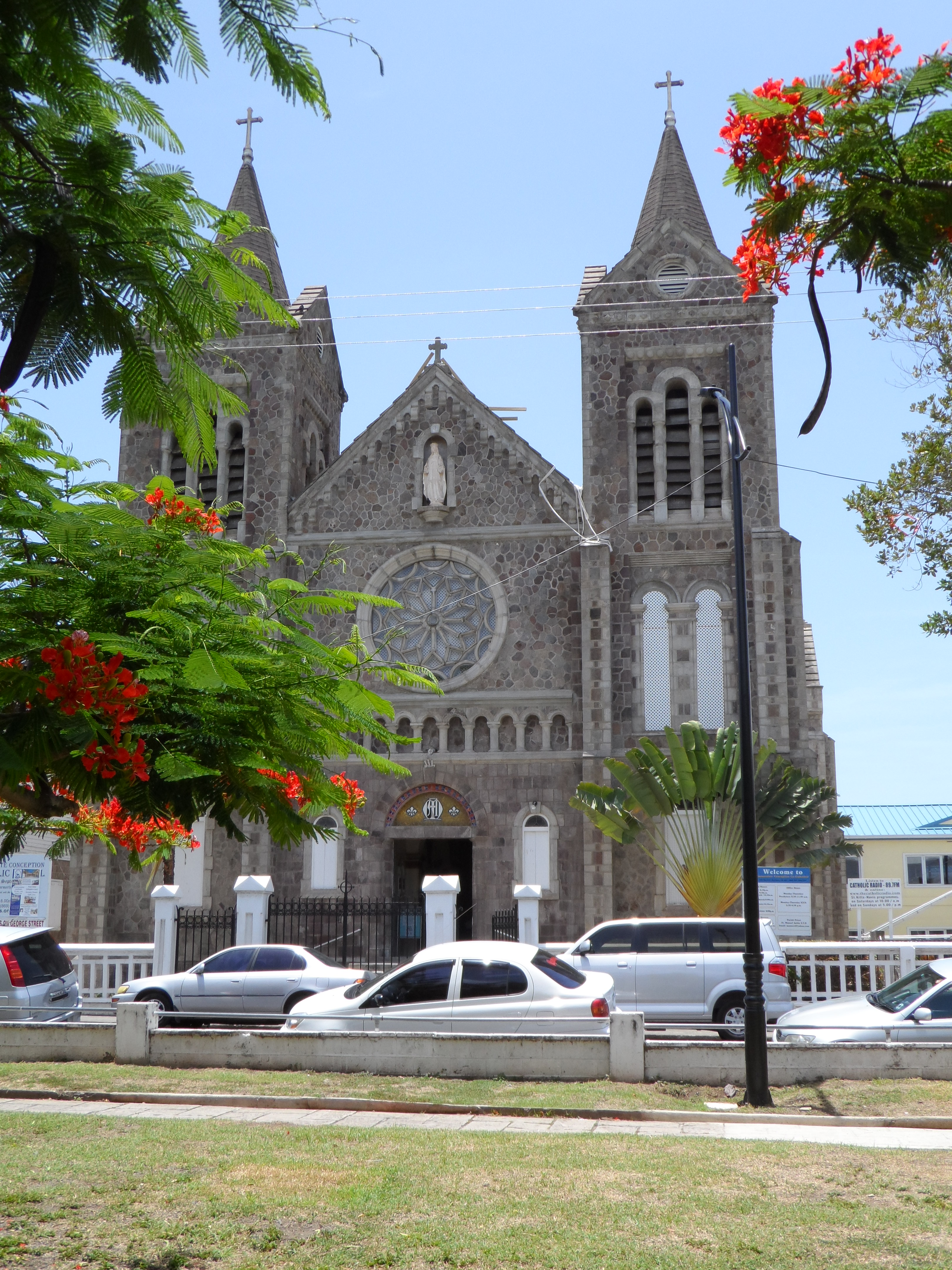
Basseterre Co-Cathedral of Immaculate Conception

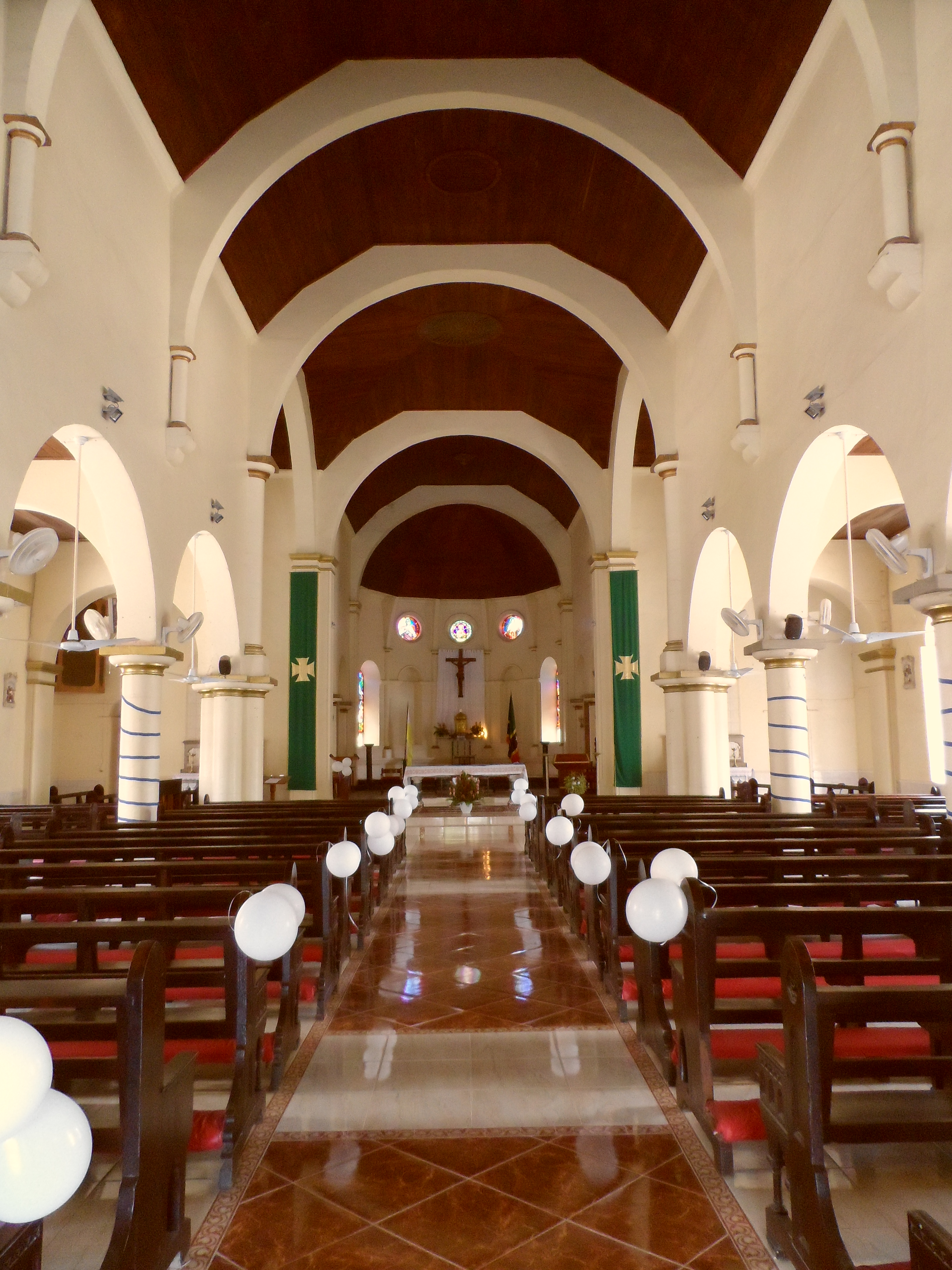
Innenansicht der Kathedrale

Die Basseterre Co-Cathedral of Immaculate Conception ist eine Kathedrale in Basseterre im karibischen Inselstaat St. Kitts und Nevis. Sie gehört zur Diözese St. John’s-Basseterre (Antigua).

## Architektur
Die Kirche steht an der Ostseite des Independence Square. Sie ist nach typischen katholischen Vorbildern gestaltet mit kreuzförmigem Grundriss, dreischiffigem Gewölbe, zwei kreuztragenden Türmen an der Westfront, einer zentralen Fenster-Rosette und vielen neogotischen Elementen.

## Geschichte
Basseterre wurde von Franzosen kolonisiert und die katholische Kirche wurde von den Jesuiten erbaut und der Notre Dame geweiht. Diese „Notre Dame“ wurde 1706 während des Englisch-Französischen Krieges von britischen Soldaten niedergebrannt, die dort einquartiert waren. Die Kirche wurde 1710 neu erbaut und in „St. George’s Anglican Church“ umbenannt. Seit den 1720ern war sie Kirche der Anglikaner.
Nach der Übernahme der Insel durch die Engländer 1713 war es Katholiken gesetzlich verboten, in der Öffentlichkeit Gottesdienst zu feiern. Sie waren auch durch die Testakte von Ämtern und militärischen Posten ausgeschlossen. Erst der Catholic Relief Act von 1829 stellte sie wieder den restlichen Bürgern gleich. Seiher erlebte die katholische Kirche eine Wiederbelebung. Aus dieser Zeit stammen zwei Gebäude in der Liverpool Row, wo reiche und gläubige katholische Familien im Obergeschoss ihrer Häuser Kuppeln bauen ließen, um Gottesdiensträume bereitzustellen.
Der ständige Zufluss portugiesischer Immigranten von Madeira ab 1835 führte zu einem beachtlichen Wachstum der katholischen Gemeinde.
Eine Kirche wurde um 1856 erbaut. Sie wurde als „Church of the Immaculate Conception“ geweiht. 1927 wurde sie abgerissen und durch ein modernes Gebäude am selben Standort in der East Square Street ersetzt. Father Claeys, ein bekannter Architekt in der katholischen Kirche, fertigte die Entwürfe an. Geweiht wurde die Kirche am 6. Dezember 1928.
Das Formation House war Wohnung für die katholischen Nonnen und die Manse Wohnsitz der Priester.